# Discografia di Dorofjejeva
La discografia di Dorofjejeva, cantante ucraina, è costituita da due album in studio, un EP, oltre venti singoli e oltre dieci video musicali.

## Album in studio
| Anno | Titolo e dettagli                                                                                      |
| ---- | --- |
| 2022 | Sensy - Pubblicato: 16 settembre 2022 - Etichetta: Mozgi - Formato: Download digitale, streaming       |
| 2024 | Heartbeat - Pubblicato: 26 settembre 2024 - Etichetta: Pomitni - Formato: Download digitale, streaming |

## Extended play
| Anno | Titolo e dettagli                                                                              |
| ---- | ---------------------------------------------------------------------------------------------- |
| 2021 | Dofamin - Pubblicato: 19 marzo 2021 - Etichetta: Mozgi - Formato: Download digitale, streaming |

## Singoli
| Anno                                                                          | Titolo                        | Classifiche | Classifiche | Album di provenienza |
| Anno                                                                          | Titolo                        | UKR         | RUS         | Album di provenienza |
| ----------------------------------------------------------------------------- | ----------------------------- | ----------- | ----------- | -------------------- |
| 2016                                                                          | Abnimos/Dosvidos (con NK)     | —           | —           | /                    |
| 2018                                                                          | Gluboko (con Monatyk)         | 15          | 24          | Vislovo              |
| 2020                                                                          | Gorit                         | 2           | 6           | Dofamin              |
| 2021                                                                          | A tebe...                     | 103         | —           | Dofamin              |
| 2021                                                                          | Počemu                        | 23          | 79          | /                    |
| 2021                                                                          | Nevesta (feat. Skriptonit)    | —           | —           | /                    |
| 2022                                                                          | Raznocvetnaja/Riznokol'orova  | 31          | —           | Sensy                |
| 2022                                                                          | Dumy (con Artem Pyvovarov)    | 3           | —           | Sensy                |
| 2022                                                                          | Krapajut'                     | 102         | —           | Sensy                |
| 2022                                                                          | Ščob ne bulo                  | 13          | —           | /                    |
| 2022                                                                          | Ščedryk (con Lilu45)          | —           | —           | /                    |
| 2023                                                                          | Votsap                        | 2           | —           | /                    |
| 2023                                                                          | Kochaju, ale ne zovsim        | 9           | —           | /                    |
| 2023                                                                          | Rytmy (con Maks Bars'kych)    | 61          | —           | /                    |
| 2023                                                                          | Na samoti                     | 16          | —           | /                    |
| 2023                                                                          | Chaj pyšut'                   | 11          | —           | /                    |
| 2024                                                                          | A ja vse plakala (con Lebiha) | 3           | —           | Heartbeat            |
| 2024                                                                          | Chartbit                      | 1           | —           | Heartbeat            |
| 2024                                                                          | Nitrohliceryn                 | 192         | —           | Heartbeat            |
| 2025                                                                          | Murakami                      | 195         | —           | /                    |
| 2025                                                                          | Dodajte svitla                | 2           | —           | /                    |
| 2025                                                                          | Fenomenal'                    | 157         | —           | /                    |
| 2025                                                                          | Smak-pečal' (con Positiff)    | 13          | —           | /                    |
| "—" indica una pubblicazione non pubblicata o non classificata in quel paese. |                               |             |             |                      |

## Altri brani entrati in classifica
| Anno                                                         | Titolo                | Classifiche | Classifiche | Album di provenienza                 |
| Anno                                                         | Titolo                | UKR         | MDA         | Album di provenienza                 |
| ------------------------------------------------------------ | --------------------- | ----------- | ----------- | ------------------------------------ |
| 2021                                                         | Večerinka             | 118         | —           | Dofamin                              |
| 2021                                                         | Ja tvoja ne pervaja   | —           | 163         | Trib'jut t.A.T.u. "200 po vstrečnoj" |
| 2022                                                         | U tvoïj duši          | 131         | —           | Sensy                                |
| 2022                                                         | Ochololo              | 139         | —           | Sensy                                |
| 2024                                                         | Spitaj u čata džypiti | 26          | —           | Heartbeat                            |
| "—" indica una pubblicazione non classificata in quel paese. |                       |             |             |                                      |

## Video musicali
| Anno | Titolo                     | Regista                               |
| ---- | -------------------------- | ------------------------------------- |
| 2018 | Gluboko (con Monatyk)      | Tanja Muïn'o                          |
| 2020 | Gorit                      | Tanja Muïn'o                          |
| 2021 | Počemu                     | Leonid Kolosovs'kyj                   |
| 2022 | Raznocvetnaja              | Tanja Muïn'o                          |
| 2022 | Krapajut'                  | Maks Šelkovnikov                      |
| 2022 | U tvoïj duši               | Anton Štuka                           |
| 2023 | Votsap                     | Indy Hait                             |
| 2023 | Kochaju, ale ne zovsim     | Indy Hait                             |
| 2023 | Na samoti                  | Indy Hait                             |
| 2023 | Chaj pyšut'                | Pavlo Zakrevs'kyj e Illarion Jefremov |
| 2024 | A ja vse plakala           | Leonid Kolosovs'kyj                   |
| 2024 | Chartbit                   | Tanja Muïn'o                          |
| 2024 | Kolyskova 2022             | Indy Hait                             |
| 2025 | Murakami                   | Indy Hait                             |
| 2025 | Dodajte svitla             | Ruslan Machov                         |
| 2025 | Smak-pečal' (con Positiff) | Ruslan Machov                         |